# Pogonioefferia auripila
Pogonioefferia auripila là một loài ruồi trong họ Asilidae. Pogonioefferia auripila được Hine miêu tả năm 1916. Loài này phân bố ở vùng Tân Bắc giới.